# Berta acte
Berta acte là một loài bướm đêm trong họ Geometridae.